# Gazifère
Gazifère Inc, filiale d’Enbridge, est une entreprise spécialisé dans la distribution et la commercialisation de gaz naturel. Elle dessert la région de l'Outaouais, au Québec, dont la ville de Gatineau.
Fondée en 1959, Gazifère est, avec Énergir, l’un des deux distributeurs de gaz naturel au Québec. Ses activités et tarifs sont réglementées par la Régie de l'énergie du Québec.

## Histoire
Le 11 novembre 1959, la Société Gazifière de Hull, filiale du distributeur historique ontarien Consumer's Gas, inaugure son premier réseau de distribution desservant les comtés de Hull, Gatineau et Pontiac,. La région devient la seconde desservie au Québec, après Montréal. Le service du gaz naturel se développe lentement car ce combustible est plus coûteux que le fioul jusqu’au premier choc pétrolier de 1973,.
La Gazifère de Hull partage la distribution du gaz naturel au Québec avec trois autres compagnies : Gaz Métropolitain, Gaz Inter-Cité Québec, et Gaz Provincial du Nord. Après 1985, ne persiste qu'un concurrent, Gaz Métropolitain ayant racheté les deux autres.
Après la ville de Masson-Angers en 1997, le réseau de Gazifère rejoint Buckingham en octobre 1999, dernière ville de la Communauté Urbaine de l'Outaouais à n’être pas desservie.
En 2013, la ville de Gatineau poursuit Gazifere pour des permis impayés. La même année, la Régie de l'énergie du Québec rejette la demande de la compagnie d’étendre son réseau de 18 kilomètres jusqu’à la ville de Thurso et son usine papetière en raison du risque financier encouru. Le projet reprend en 2018 à la suite d'une subvention du Ministère de l’Énergie et des Ressources naturelles.
Gazifère est titulaire d’une franchise en vigueur jusqu’en 2031.

## Chiffres clés
| Année | Clients | Conduites (km) |
| ----- | ------- | -------------- |
| 1989  | 10 735  |                |
| 1999  | 22 118  | 552            |
| 2009  | 35 000  |                |
| 2019  | 43 500  | 986            |

### Note
1. ↑  En 1970, le gaz naturel ne représente que 3% de l’énergie consommée au Québec. 9% en 1982. 13% en 2002.